# The Last Supper (film 1914)
The Last Supper è un cortometraggio muto del 1914 sceneggiato e diretto da Lorimer Johnston.

## Produzione
Il film fu prodotto dall'American Film Manufacturing Company come Flying A.

## Distribuzione
Distribuito dalla Mutual, il film - un cortometraggio in due bobine -uscì nelle sale cinematografiche degli Stati Uniti il 13 aprile 1914.